# Tibioplus
Tibioplus is een geslacht van spinnen uit de familie hangmatspinnen (Linyphiidae).

## Soorten
De volgende soorten zijn bij het geslacht ingedeeld:
- Tibioplus diversus (L. Koch, 1879)
- Tibioplus tachygynoides Tanasevitch, 1989